# Pfarrkirche Purk

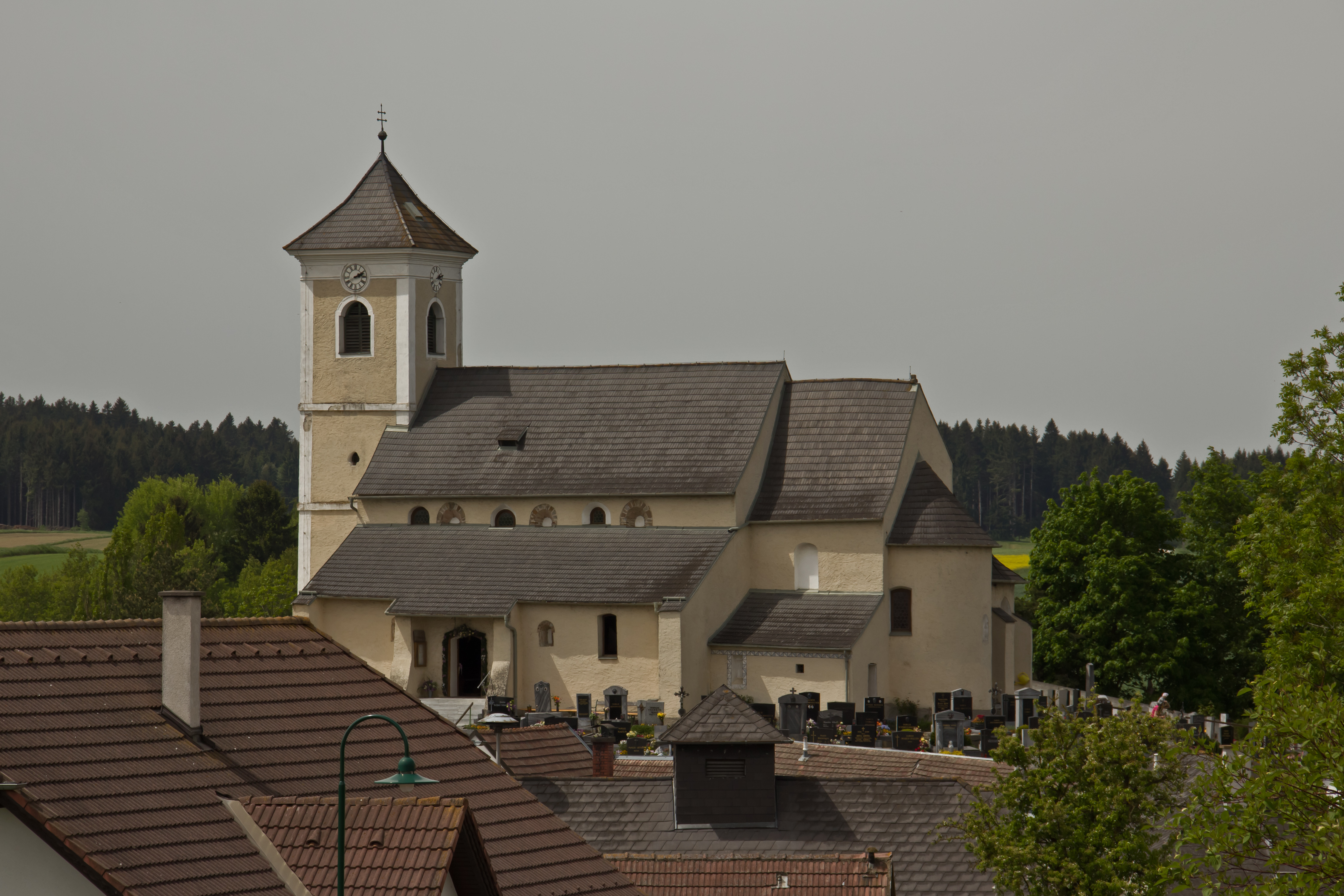
Katholische Pfarrkirche hl. Martin in Purk

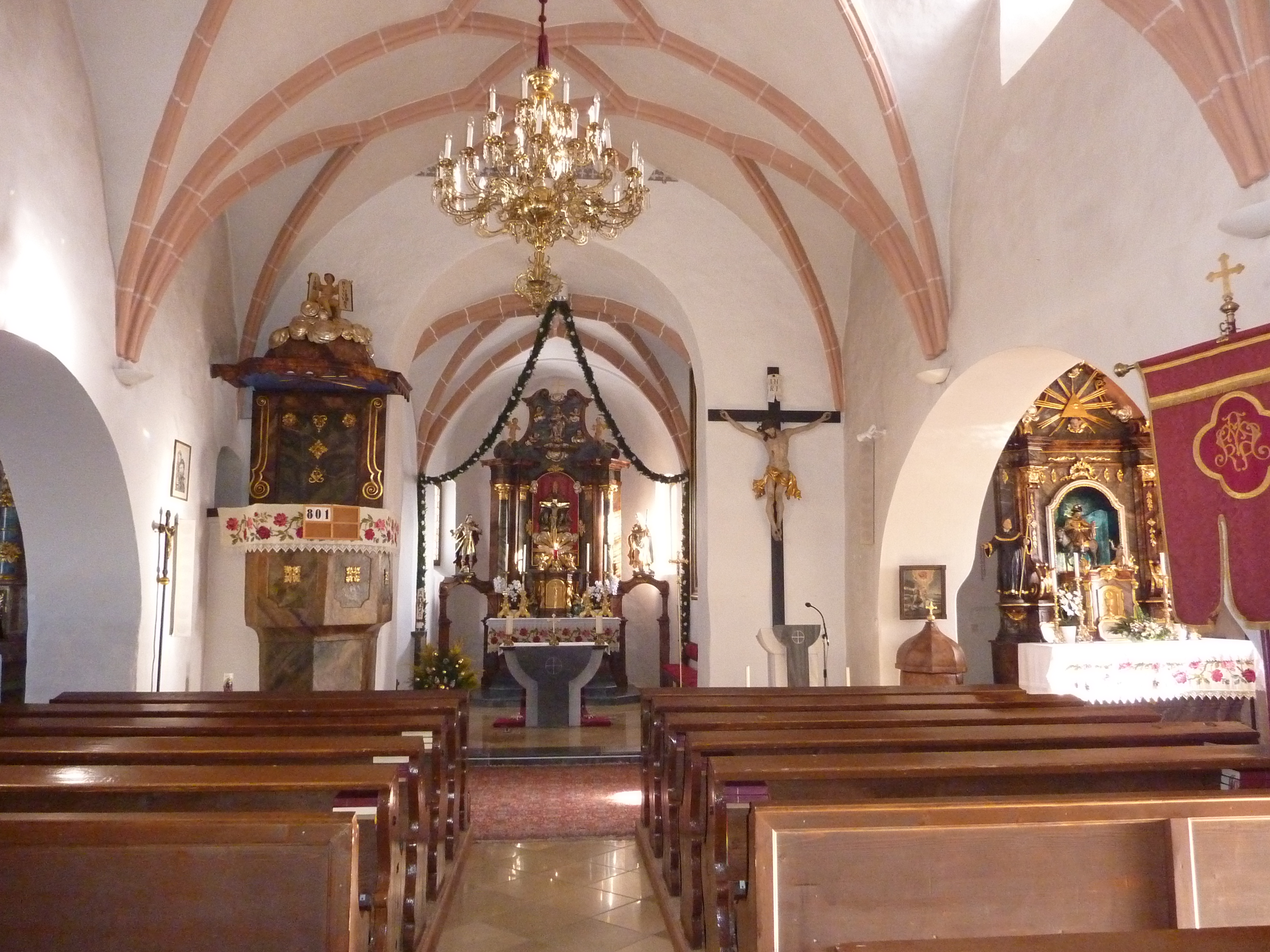
Mittelschiff, Blick zum Chor

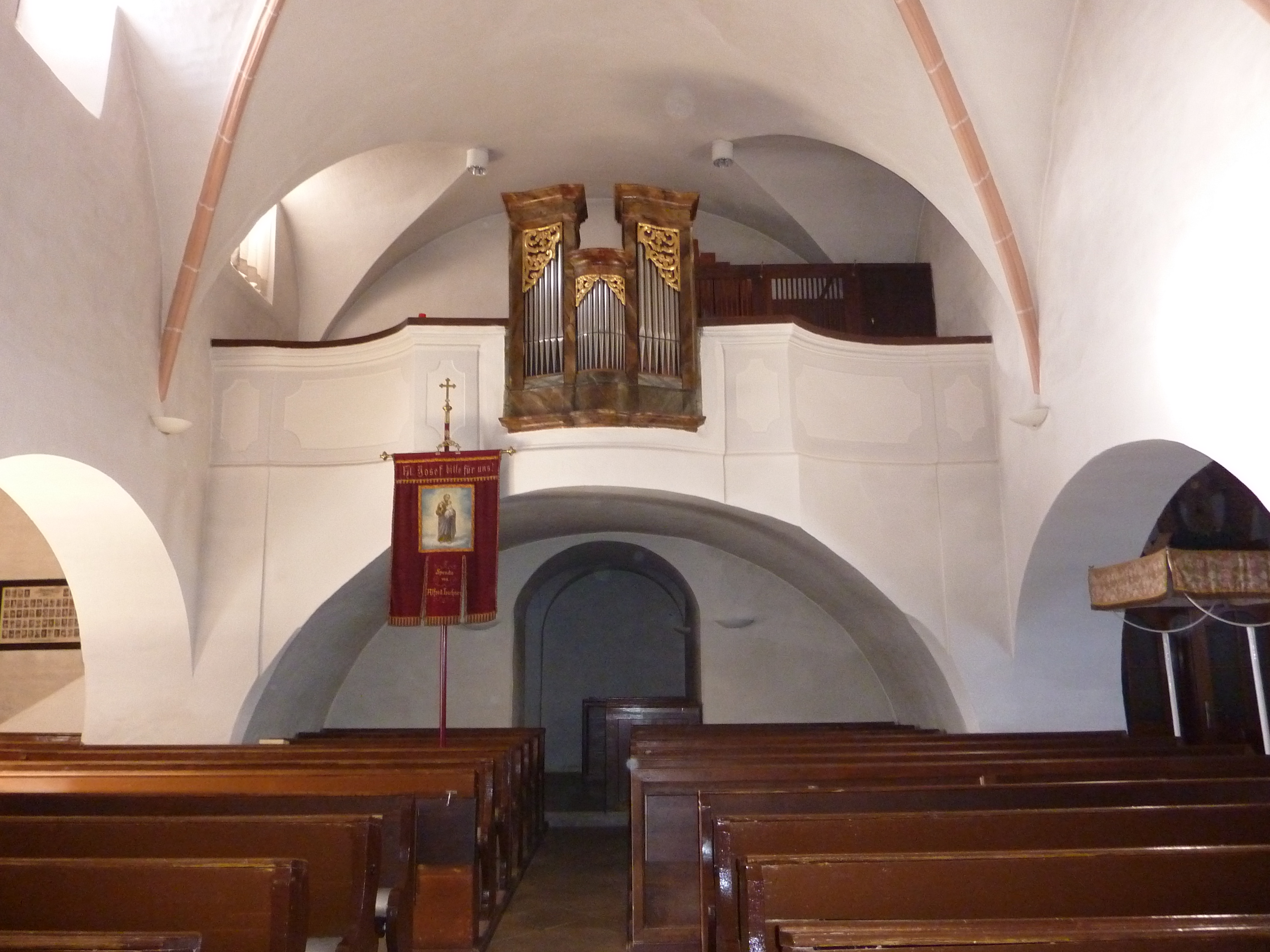
Mittelschiff, Blick zur Orgelempore

Die Pfarrkirche Purk steht dominierend auf einem zum Purkbach steil abfallenden hohen Hügel im Ort Purk in der Marktgemeinde Kottes-Purk im Bezirk Zwettl in Niederösterreich. Die dem heiligen Martin von Tours geweihte römisch-katholische Pfarrkirche – dem Stift Göttweig inkorporiert – gehört zum Dekanat Spitz in der Diözese St. Pölten. Die Kirche und der Friedhof stehen unter Denkmalschutz (Listeneintrag).

## Geschichte
Eine Kirche wurde urkundlich 1121 genannt. 1124 erfolgte eine Stiftung an das Stift Göttweig. Um 1320 Pfarre in Verbindung mit Kottes. Im 16. Jahrhundert war die Kirche teils nicht besetzt. 1784 wurde die selbständige Pfarre gegründet.

## Architektur
Die romanische Kirche mit spätgotischen und barocken Zu- und Umbauten ist von einem Friedhof mit einer mittelalterlichen Mauer umgeben. Gegenüber der Kirche steht der Pfarrhof vermutlich als Nachfolgebau eines ehemaligen Herrenhauses.
Am dreischiffigen Langhaus wurde bei der Restaurierung 1971 ein romanisches Fenster und ein romanisches Rundbogenportal an der Nordseite freigelegt. Die Fassade hat Strebepfeiler aus dem 15. Jahrhundert und barocke Flachbogenfenster. Der romanische Chor mit einer Rundapsis hat im Osten ein vermauertes Rundbogenfenster und seitlich barocke Flachbogenfenster. Im Norden des Chores ist eine gotische Sakristei aus dem 15. Jahrhundert mit einem Dreiseitschluss mit Strebepfeilern und Spitzbogenfenstern angebaut. Im Süden des Chores steht eine rechteckige Sakristei unter einem Pultdach. Der spätgotische Westturm mit einem barocken Glockengeschoß hat eingezogene Rundbogenfenster und trägt einen Pyramidenhelm.
Das Kircheninnere zeigt sich als dreischiffiges romanisches Langhaus, im Mittelschiff mit einem Netzrippengewölbe um 1520, mit rundbogigen Öffnungen zu den Seitenschiffen. Die Seitenschiffe sind tonnengewölbt, nur das Südschiff ist östlich mit einem gotischen Rippengewölbe in Dreistrahlformation gewölbt. Die barocke Orgelempore wurde 1684 im Mittelschiff eingezogen. Ein etwas eingezogener hoher Triumphbogen verbindet das Mittelschiff mit dem quadratischen sternrippengewölbten Chor mit einer romanischen Apsiskalotte. Die nördliche Sakristei zeigt sich als ehemalige Kapelle mit einem spätgotischen Netzrippengewölbe. Die südliche ehemalige Sakristei ist tonnengewölbt. Das Turmerdgeschoß ist tonnengewölbt. Am Dachboden der Kirche zeigen sich Schablonen- und Quadermalereien aus dem 13. Jahrhundert.

## Ausstattung
Der neobarocke Hochaltar aus 1912 verwendet ältere barocke Teile und hat einen Säulenaufbau mit einem volutenbekrönenden Aufsatz und Opfergangsportale. Er trägt die Figurengruppe Hl. Dreifaltigkeit und die Seitenfiguren Rochus und Sebastian und im Aufsatz eine Figur Madonna. Der linke frühbarocke Seitenaltar aus der zweiten Hälfte des 17. Jahrhunderts hat einen Säulenaufbau mit drei Nischen und einen gesprengten Giebel. Es gibt bemerkenswerte Predellenbilder aus dem 17. Jahrhundert mit der Darstellung von Heiligen, die Figuren Jungfrau, Antonius und Theresia sind aus 1912. Der rechte spätbarocke Seitenaltar aus dem dritten Viertel des 18. Jahrhunderts ist ein Pilasterretabel mit Rocailledekor und einem Volutenauszug, er trägt die Figurengruppe Mantelspende des hl. Martin und die Seitenfiguren Leonhard und Notburga. Die Kanzel entstand um 1800. Das barocke Kruzifix ist aus dem Ende des 17. Jahrhunderts.
Der romanische Taufstein ist aus dem 13. Jahrhundert. Die barocken Zinnenleuchter sind aus dem 18. Jahrhundert. Bemerkenswerte Kreuzwegbilder aus dem Umkreis des Malers Martin Johann Schmidt entstanden um 1800. Ein Ölbild zeigt Christus mit dem hl. Martin von Franz Josef Dobiaschofsky um 1860. 
Die Brüstungsorgel baute Joseph Gatto der Ältere 1815.